# Квазивыпуклая функция

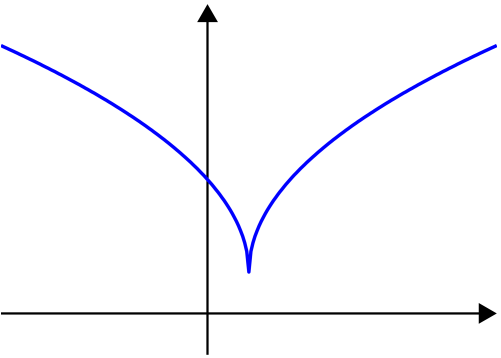
Квазивыпуклая функция, не являющаяся выпуклой

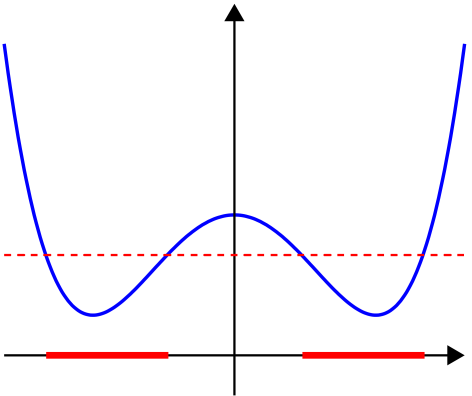
Функция, не являющаяся квазивыпуклой: множество точек абсциссы, значение функции в которых не превышает красной пунктирной линии, не является связным.

Квазивыпуклая функция — обобщение понятия выпуклой функции, нашедшее широкое применение в нелинейной оптимизации, в частности, при применении оптимизации к вопросам экономики.

## Определение
Пусть X — выпуклое подмножество {\displaystyle \mathbb {R} ^{n}}. Функция {\displaystyle f:X\to \mathbb {R} } называется квазивыпуклой или унимодальной, если для произвольных элементов {\displaystyle x,y\in X} и {\displaystyle \lambda \in [0,1]} выполняется неравенство:
{\displaystyle f(\lambda x+(1-\lambda )y)\leq \max {\big (}f(x),f(y){\big )}.}
Если также:
{\displaystyle f(\lambda x+(1-\lambda )y)<\max {\big (}f(x),f(y){\big )}}
для {\displaystyle x\neq y} и {\displaystyle \lambda \in (0,1)} то функция называется строго квазивыпуклой.
Функция {\displaystyle f:X\to \mathbb {R} } называется квазивогнутой (строго квазивогнутой), если {\displaystyle -f} является квазивыпуклой (строго квазивыпуклой).
Аналогично, функция является квазивогнутой, если
{\displaystyle f(\lambda x+(1-\lambda )y)\geq \min {\big (}f(x),f(y){\big )}.}
и строго квазивогнутой если
{\displaystyle f(\lambda x+(1-\lambda )y)>\min {\big (}f(x),f(y){\big )}.}
Функция, которая одновременно является квазивыпуклой и квазивогнутой, называется квазилинейной.

## Примеры
- Произвольная выпуклая функция является квазивыпуклой, произвольная вогнутая функция является квазивогнутой.
- Функция {\displaystyle f(x)=\ln x} является квазилинейной на множестве положительных действительных чисел.
- Функция {\displaystyle f(x_{1},x_{2})=x_{1}x_{2}} является квазивогнутой на множестве {\displaystyle \mathbb {R} _{+}^{2},} (множество пар неотрицательных чисел) но не является ни выпуклой, ни вогнутой.
- Функция {\displaystyle x\mapsto \lfloor x\rfloor } является квазивыпуклой и не является ни выпуклой, ни непрерывной.

## Свойства
- Функция {\displaystyle f:X\to \mathbb {R} }, где {\displaystyle X\subset \mathbb {R} ^{n}} — выпуклое множество, квазивыпуклая тогда и только тогда, когда для всех {\displaystyle \beta \in \mathbb {R} ,} множество

{\displaystyle X_{\beta }=\{x\in X|f(x)\leqslant \beta \}} выпукло
Доказательство. Пусть множество {\displaystyle X_{\beta }} выпуклое для любого β. Зафиксируем две произвольные точки {\displaystyle x_{1},x_{2}\in X} и рассмотрим точку {\displaystyle x=\lambda x_{1}+(1-\lambda )x_{2},\quad \lambda \in (0,1).} Точки {\displaystyle x_{1},x_{2}\in X_{\beta }} при {\displaystyle \beta =\max\{f(x_{1}),f(x_{2})\}}. Поскольку множество {\displaystyle X_{\beta }} выпуклое, то{\displaystyle \;x\in X_{\beta }}, а, значит, {\displaystyle f(x)\leqslant \beta =max\{f(x_{1}),f(x_{2})\},} то есть выполняется неравенство, приведённое в определении, и функция является квазивыпуклой.
Пусть функция f квазивыпуклая. Для некоторого {\displaystyle \beta \in \mathbb {R} } зафиксируем произвольные точки {\displaystyle x_{1},x_{2}\in X_{\beta }.} Тогда {\displaystyle \max\{f(x_{1}),f(x_{2})\}\leqslant \beta }. Поскольку X — выпуклое множество, то для любого {\displaystyle \lambda \in (0,1)} точка {\displaystyle x=\lambda x_{1}+(1-\lambda )x_{2}\in X}. Из определения квазивыпуклости следует, что {\displaystyle f(x)\leqslant max\{f(x_{1}),f(x_{2})\}\leqslant \beta }, то есть {\displaystyle x\in X_{\beta }}. Отже, {\displaystyle X_{\beta }} — выпуклое множество.
- Непрерывная функция {\displaystyle f:X\to \mathbb {R} }, где X — выпуклое множество в {\displaystyle \mathbb {R} }, квазивыпуклая тогда и только тогда, когда выполняется одно из следующих условий:

1. f — неубывающая;
2. f — невозрастающая;
3. существует такая точка {\displaystyle c\in X}, что для всех {\displaystyle t\in X,t\leqslant c,} функция f невозрастающая, и для всех {\displaystyle t\in X,t\geqslant c,} функция f неубывающая.

### Дифференцируемые квазивыпуклые функции
- Пусть {\displaystyle f:X\to \mathbb {R} } — дифференцируемая функция на X, где {\displaystyle X\subset \mathbb {R} ^{n}} — открытое выпуклое множество. Тогда f квазивыпукла на X тогда и только тогда, когда выполняется соотношение:

{\displaystyle f(y)\leqslant f(x)\Rightarrow \left\langle f^{'}(x),y-x\right\rangle \leqslant 0} для всех {\displaystyle x,y\in X}.
- Пусть f — дважды дифференцируемая функция. Если f квазивыпуклая на X, то выполняется условие:

{\displaystyle \left\langle f^{'}(x),y\right\rangle =0\Rightarrow \left\langle f^{''}(x)y,y\right\rangle \geqslant 0,} для всех {\displaystyle x\in X,y\in \mathbb {R} ^{n}}.
- Необходимые и достаточные условия квазивыпуклости и квазивогнутости можно также дать через так называемую окаймлённую матрицу Гессе. Для функции {\displaystyle f(x_{1},\ldots ,x_{m})} определим для {\displaystyle 1\leqslant n\leqslant m} определители:

{\displaystyle D_{n}={\begin{vmatrix}0&{\frac {\partial f}{\partial x_{1}}}&{\frac {\partial f}{\partial x_{2}}}&\cdots &{\frac {\partial f}{\partial x_{n}}}\\\\{\frac {\partial f}{\partial x_{1}}}&{\frac {\partial ^{2}f}{\partial x_{1}^{2}}}&{\frac {\partial ^{2}f}{\partial x_{1}\,\partial x_{2}}}&\cdots &{\frac {\partial ^{2}f}{\partial x_{1}\,\partial x_{n}}}\\\\{\frac {\partial f}{\partial x_{2}}}&{\frac {\partial ^{2}f}{\partial x_{2}\,\partial x_{1}}}&{\frac {\partial ^{2}f}{\partial x_{2}^{2}}}&\cdots &{\frac {\partial ^{2}f}{\partial x_{2}\,\partial x_{n}}}\\\\\vdots &\vdots &\vdots &\ddots &\vdots \\\\{\frac {\partial f}{\partial x_{n}}}&{\frac {\partial ^{2}f}{\partial x_{n}\,\partial x_{1}}}&{\frac {\partial ^{2}f}{\partial x_{n}\,\partial x_{2}}}&\cdots &{\frac {\partial ^{2}f}{\partial x_{n}^{2}}}\end{vmatrix}}}
Тогда справедливы утверждения:
- Если функция f квазивыпукла на множестве X, тогда Dn(x) ≤ 0 для всех n и всех x из X.
- Если функция f квазивогнута на множестве X, тогда D1(x) ≤ 0, D2(x) ≥ 0, …, (-1)mDm(x) ≤ 0 для всех x с X.
- Если Dn(x) ≤ 0 для всех n и всех x с X, то функция f квазивыпуклая на множестве X.
- Если D1(x) ≤ 0, D2(x) ≥ 0, …, (-1)mDm(x) ≤ 0 для всех x с X, функция f квазивогнута на множестве X.

## Операции, сохраняющие квазивыпуклость
- Максимум взвешенных квазивыпуклых функций с неотрицательными весами, то есть

{\displaystyle f=\max \left\lbrace w_{1}f_{1},\ldots ,w_{n}f_{n}\right\rbrace } где {\displaystyle w_{i}\geqslant 0}
- композиция с неубывающей функцией (если {\displaystyle g:\mathbb {R} ^{n}\rightarrow \mathbb {R} } — квазивыпуклая, {\displaystyle h:\mathbb {R} \rightarrow \mathbb {R} } — неубывающая, тогда {\displaystyle f=h\circ g} является квазивыпуклой).
- минимизация (если f(x, y) является квазивыпуклой, C — выпуклое множество, тогда {\displaystyle h(x)=\inf _{y\in C}f(x,y)} является квазивыпуклой).